# Новосибирская область

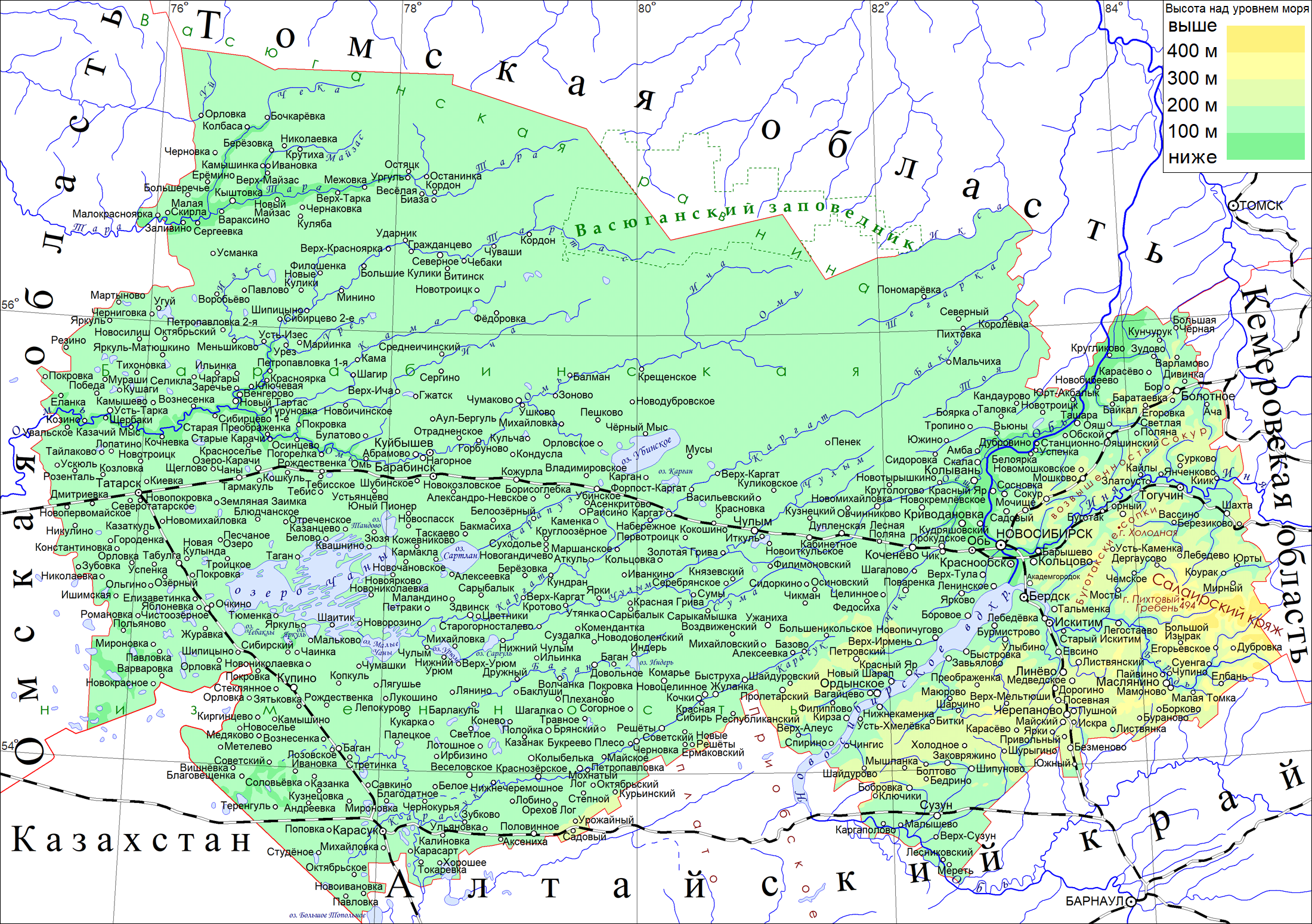
Физическая карта Новосибирской области

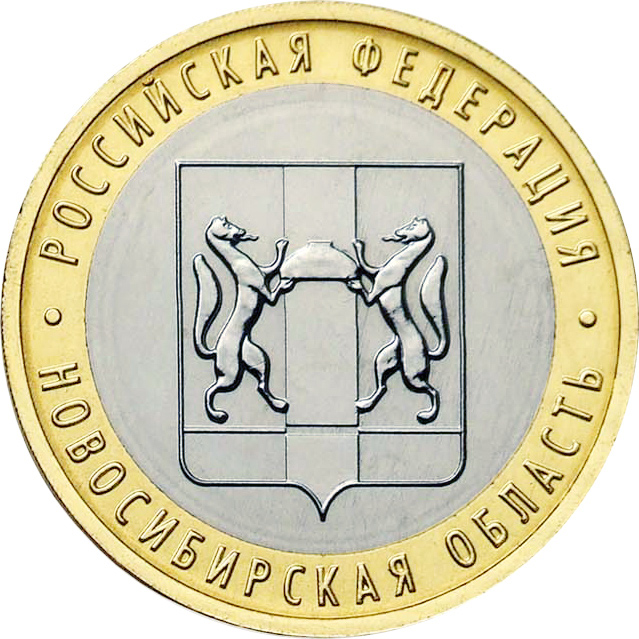
Памятная монета Банка России номиналом 10 рублей (2007)

Новосиби́рская о́бласть (неофициально — Новосиби́рь, НСО) — субъект Российской Федерации. Входит в состав Сибирского федерального округа.
Административный центр — город Новосибирск.

## Физико-географическая характеристика

### География
Новосибирская область расположена в центре и на востоке южной части Западно-Сибирской равнины, относится к Сибирскому федеральному округу.
Площадь территории области 177,76 тыс. км².
Протяжённость области с запада на восток — 642 км, с севера на юг — 444 км.
На севере граничит с Томской областью, на юго-западе — с Казахстаном, на западе — с Омской областью, на юге — с Алтайским краем, на востоке — с Кемеровской областью.

### Гидрография
Основные реки области — Обь и Омь. Плотиной Новосибирской ГЭС образовано Новосибирское водохранилище (т. н. «Обское море»). Также в области расположено около 3 тыс. пресноводных, солёных и горько-солёных озёр (Чаны, Убинское, Сартлан и др).
Север и северо-запад области занимает южная часть крупнейшего в мире Васюганского болота. На болотные почвы приходится 22,5 % площади области ~40тыс км².

### Климат
Климат континентальный, средняя температура января от −16 на юге, до −20 °C в северных районах. Средняя температура июля +16…+20 °C. Средняя годовая температура воздуха — 0,2 °C. Абсолютный максимум — +45,1 °C, минимум — −52 °C.
Заморозки на почве начинаются в конце сентября и заканчиваются в конце мая. Продолжительность холодного периода — 178, тёплого — 188, безморозного — 120 дней.
Годовое количество осадков ≈ 425 мм, из них 20 % приходится на май—июнь, в частности, в период с апреля по октябрь выпадает (в среднем) 330 мм осадков, в период с ноября по март — 95 мм.
86 безоблачных дней в году, 67 — со сплошной облачностью.

### Растительность
Область расположена в степной, лесостепной и таёжной зонах.
Лесной фонд 6,49 млн га, лесом покрыто 4,67 млн га 46,7тыс км², или свыше 1/5 территории области. Наибольший процент лесистости — в подзоне южной тайги (35 %), где господствуют хвойные породы (пихта, ель, сосна, кедр) с примесью берёзы, осины и редко лиственницы. Повышенной лесистостью отличаются и Присалаирье (34 %) и район приобских сосновых боров (24 %). На Барабинской низменности (11 % лесистости) преобладают берёзо-осиновые «колки». Луга и пастбища главным образом на Барабинской низменности и по долинам крупных рек.

### Животный мир
Животный мир области разнообразен. На севере в лесных районах обитают: медведь, северный олень, лось, рысь, косуля, росомаха, выдра, речной бобр. Основу пушного промысла составляют белка, колонок, горностай. Из птиц — глухарь, рябчик. В лесостепной зоне обитают: волк, лисица-корсак, горностай, ласка, тушканчик, заяц-беляк, заяц-русак; в озёрах Барабы — ондатра, водяная полёвка.

### Часовой пояс
Новосибирская область находится в часовой зоне МСК+4. Смещение применяемого времени относительно UTC составляет +7:00.
С введением поясного времени в России (1919 год) территория будущей Новосибирской области была разделена между 5-м и 6-м часовыми поясами, граница проходила по реке Оби. Только в 1956 году было принято решение «Об установлении новых границ часовых поясов на территории СССР», которое привязывало границы часовых поясов к границам областей и краёв. С 1 марта 1957 года территория Новосибирской области полностью была отнесена к 6-му часовому поясу, с разницей с московским временем +4 часа. С 23 мая 1993 года область перешла в пятый часовой пояс (MSK+3). А 24 июля 2016 года был произведён возврат Новосибирской области в часовую зону UTC+7.

## История

### Неолит
В эпоху неолита на территории Новосибирской области уже существовали многочисленные поселения. Современные раскопки обнаружили следы стоянок древнего человека в Приобье (Завьялово, Крохалёвка, Соклово), Присалаирье (Иня, Танай, Линёво, Изылы), Барабе (Сопка, Венгерово, Преображенка, Козловка, Литодром), на периферии южно-таёжного пояса (Корчуган, Протока, Льнозавод).

### Энеолит
В эпоху энеолита на территории Новосибирской области существовало большое количество различных культур: Ирменская, Кротовская, Одинцовская, Усть-Тартасская, Самусьская и пр.

### Железный век
Начиная с X века до н.э. на территории современной Новосибирской области происходят масштабные миграционные процессы, старые культуры замещаются или ассимилируются с кочевыми народами, заселившими лесостепной коридор Зауралья и Западной Сибири — наступает железный век. Новые культуры (Саргатская, Новочекинская, Большереченская, Кулайская) оставили после себя множество уникальных памятников археологии и декоративно-прикладного искусства. Все они указывают на богатые торговые связи, развитое бронзовое производство и гончарное ремесло, активное скотоводство.

### Историческое время
В I тысячелетии н.э. на территорию современной Новосибирской области проникают тюркские племена и к XIII веку под культурным влиянием монголов образуются устойчивые этнические группы сибирских татар: барабы и чаты. 
На рубеже XVII—XVIII вв. в регион начинают проникать русские первопроходцы. Первые регулярные русские поселения появились в Приобье в 1690-х годах (Кругликово, Гутово). Вскоре начали возводить первые остроги: Умревинский (основан в 1703 году), Бердский (нач. XVIII века), Чаусский (1713 год), Каинский, Убинский, Усть-Тартасский (1722 год).
Во второй половине XIX в. значительную роль в экономическом развитии региона начинают играть промысловые села: Ордынское, Кривощёковское, Бердское, Чингисское, посёлок Сузун. Основная их специализация: кожевенное ремесло, мыловаренные производства, свечно-сальные мануфактуры, салотопные, винокуренные, пивоваренные, мукомольные производства.
К началу XX века крупным сельскохозяйственным центром становится город Новониколаевск. 
Новосибирская область образована постановлением ЦИК СССР 28 сентября 1937 года путём разделения Западно-Сибирского края на Новосибирскую область и Алтайский край. 15 января 1938 года Верховный Совет СССР утвердил создание данных регионов. Через полгода Верховный Совет РСФСР подтвердил данное решение.
Впоследствии, в 1943 году, из состава области была выделена Кемеровская, а в 1944 году — Томская область.

## Награды
- орден Ленина (23 октября 1956 г.) — За выдающиеся достижения трудящихся Новосибирской области в деле увеличения производства зерна и сдачи государству в 1956 году 100 миллионов пудов хлеба.
- орден Ленина (27 января 1970 г.)

## Население
Численность населения области по данным Госкомстата России составляет 2 786 540 чел. (2025). Плотность населения — 15,68 чел./км² (2025). Городское население — 79,36 % (2022).
Этнический состав населения
По данным Всероссийской переписи населения 2010 года (человек):
| - Русские — 2 365 845 - Немцы — 30 924 - Татары — 24 158 - Украинцы — 22 098 - Узбеки — 12 655 - Казахи — 10 705 - Таджики — 10 054 - Армяне — 9508 - Азербайджанцы — 8008 - Киргизы — 6506 - Белорусы — 5382 |

Данные о национальности были получены от 2 541 052 человек. У 124 859 чел. либо сведения отсутствуют, либо не указаны.
Основные народы Новосибирской области в 1959—2010 годах.
| Народ    | 1959   | 1970   | 1979   | 1989   | 2002   | 2010   |
| -------- | ------ | ------ | ------ | ------ | ------ | ------ |
| русские  | 89,5 % | 91,3 % | 91,9 % | 92,0 % | 93,0 % | 93,1 % |
| немцы    | 3,4 %  | 2,7 %  | 2,5 %  | 2,2 %  | 1,8 %  | 1,2 %  |
| украинцы | 2,7 %  | 1,9 %  | 1,8 %  | 1,8 %  | 1,3 %  | 0,9 %  |
| татары   | 1,1 %  | 1,2 %  | 1,1 %  | 1,1 %  | 1,0 %  | 0,9 %  |

## Социально-экономические показатели
В 2016 году индекс промышленного производства составил 100,8 % к соответствующему уровню предыдущего года, в том числе в добыче полезных ископаемых — 112,3 %, в обрабатывающих производствах — 100,1 %, в производстве и распределении электроэнергии, газа и воды — 100,1 %.
Среднемесячная номинальная начисленная заработная плата работников предприятий и организаций в январе-сентябре 2020 года составила 29564 руб. (В январе-декабре 2016 года — 29 133 руб.).
Величина прожиточного минимума за IV квартал 2020 г. в расчёте на душу населения составила 11845 рублей.
По итогам 2016 года в регионе введено 2,210 млн квадратных метра жилья, или 36 901 квартира. Новосибирская область в Сибирском федеральном округе остаётся безусловным лидером по объёму введённого жилья.
Объём ввода жилья на территории Новосибирской области в 2020 году — 1 944 449 м²., из них многоквартирных домов (МКД) — 1 432 830 м². и индивидуальных домов (ИЖС) — 511 619 м².
Оборот розничной торговли в Новосибирской области за 2019 год составил 535,1 млрд рублей с индексом физического объёма в сопоставимых ценах к 2018 году 102,7 % (в среднем по СФО — 102,9 %). В I полугодии 2020 года оборот розничной торговли составил 257,6 млрд рублей с индексом физического объёма 98,4 % к соответствующему периоду 2019 года. В 2016 году оборот розничной торговли Новосибирской области составил 449,4 млрд рублей (95,2 % к соответствующему периоду 2016 года) или 163,6 тыс. рублей на одного жителя области. Среди регионов Сибирского федерального округа по розничной торговле область занимает второе место после Красноярского края (497,3 млрд руб.).
Тенденция превышения рождаемости над смертностью, регистрируемая с 2012 года в органах ЗАГС области, сохранилась в регионе и в 2016 году. За прошедший год в Новосибирской области актовых записей о рождении зарегистрировано на 2447 больше, чем актовых записей о смерти.
По итогам 2019 года объём отгруженных товаров собственного производства, выполненных работ и услуг по основным видам экономической деятельности в промышленности, составил 679,8 млрд рублей, индекс промышленного производства в Новосибирской области по основным видам деятельности составил 103,6 % к уровню 2018 года.
За 2019 год объём отгруженной продукции в добыче полезных ископаемых составил 65,0 млрд рублей, индекс промышленного производства составил 106,3 % к уровню 2018 года; в обрабатывающем производстве объём отгруженной продукции составил 531,7 млрд рублей, индекс промышленного производства — 103,5 % к уровню 2018 года.
По виду экономической деятельности «обеспечение электрической энергией, газом и паром; кондиционирование воздуха» объём отгруженной продукции составил 67,8 млрд рублей, «водоснабжение; водоотведение, организация сбора и утилизации отходов, деятельность по ликвидации загрязнений» — 15,4 млрд рублей. Индекс промышленного производства — 102,5 % и 95,1 % соответственно.
В 2021 бюджет исполнен — доходы +237,73 млрд р, расходы −222,28 млрд р, профицит годовой составил +~15,5млрд руб.
В конце июня 2022 правит. области приняло стратегию национальной политики до 2035 года.

## Органы государственной власти

### Законодательная власть
Законодательное собрание Новосибирской области состоит из 76 депутатов. Последние выборы состоялись 13 сентября 2020 года. Срок полномочий Законодательного собрания — 5 лет.
Фракции политических партий в Законодательном собрании:
- Единая Россия — 45 депутатов
- КПРФ — 13 депутатов
- ЛДПР — 6 депутатов
- Новые люди — 3 депутата
- Справедливая Россия — 2 депутата
- Родина — 2 депутата
- Партия пенсионеров — 2 депутата
- Самовыдвижение — 3 депутата.

### Исполнительная власть
Основной закон субъекта — Устав Новосибирской области (принят 5 апреля 1996, в настоящее время действует с изменениями).
Губернаторы
| Период                       | Фамилия, имя, отчество           | Примечание |
| ---------------------------- | -------------------------------- | --- |
| ноябрь 1991 — октябрь 1993   | Муха Виталий Петрович            | освобождён президентом РФ от обязанностей главы администрации |
| октябрь 1993 — декабрь 1995  | Индинок Иван Иванович            | назначен президентом РФ, в 1993 был избран депутатом первого созыва Совета Федерации РФ |
| декабрь 1995 — январь 2000   | Муха Виталий Петрович            | первый губернатор, избранный населением области |
| январь 2000 — декабрь 2003   | Толоконский Виктор Александрович | |
| декабрь 2003 — июль 2007     | Толоконский Виктор Александрович | |
| июль 2007 — сентябрь 2010    | Толоконский Виктор Александрович | утверждён депутатами областного Совета на основании представления Президента РФ Владимира Путина |
| сентябрь 2010 — март 2014    | Юрченко Василий Алексеевич       | утверждён депутатами Законодательного собрания области на основании представления Президента РФ Дмитрия Медведева Уволен Президентом РФ Владимиром Путиным с формулировкой «в связи с утратой доверия» |
| сентябрь 2014 — октябрь 2017 | Городецкий Владимир Филиппович   | Избран губернатором. Освобождён от должности указом Президента России досрочно по собственному желанию                                                                                                 |
| 14 сентября 2018 — наст. вр. | Травников Андрей Александрович   | Врио Губернатора с октября 2017 по сентябрь 2018 |

## Административно-территориальное деление
В Новосибирскую область входят 14 городов (в том числе 7 городов областного значения), 30 муниципальных районов, 17 посёлков городского типа (рабочих посёлков) (в том числе 1 рабочий посёлок областного значения), 428 сельских администраций.

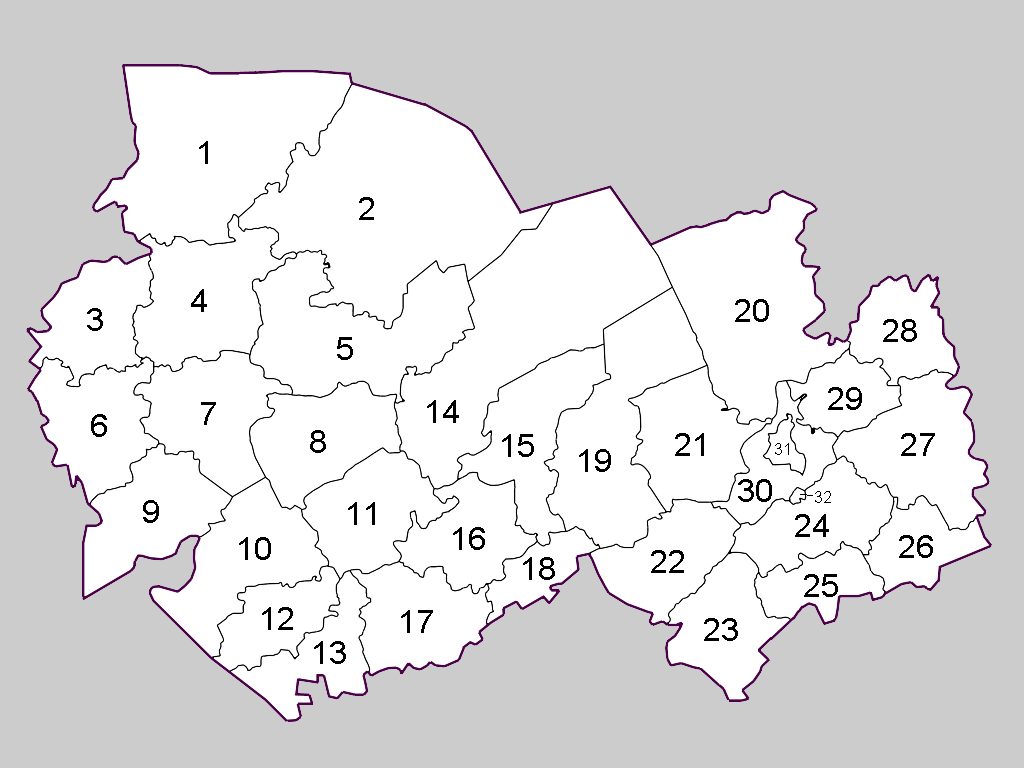
Районы Новосибирской области

Муниципальные районы
1. Кыштовский
2. Северный
3. Усть-Таркский
4. Венгеровский
5. Куйбышевский
6. Татарский
7. Чановский
8. Барабинский
9. Чистоозёрный
10. Купинский
11. Здвинский
12. Баганский
13. Карасукский
14. Убинский
15. Каргатский
16. Доволенский
17. Краснозёрский
18. Кочковский
19. Чулымский
20. Колыванский
21. Коченёвский
22. Ордынский
23. Сузунский
24. Искитимский
25. Черепановский
26. Маслянинский
27. Тогучинский
28. Болотнинский
29. Мошковский
30. Новосибирский

Городские округа
- Новосибирск (31)
- Бердск (32)
- Искитим (33)
- Кольцово (34)
- Обь (35)

## Населённые пункты

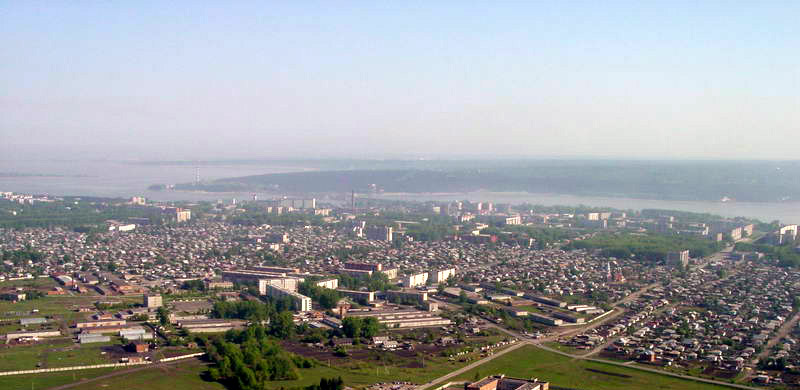
Бердск и Бердский залив, лето 2003 г.

Населённые пункты с численностью населения более 8000 человек
| Новосибирск | ↗1 637 266 |
| Бердск      | ↘101 987   |
| Искитим     | ↘56 509    |
| Куйбышев    | ↘41 123    |
| Обь         | ↗30 369    |
| Барабинск   | ↘27 648    |
| Карасук     | ↘24 890    |
| Краснообск  | ↗29 086    |
| Татарск     | ↗23 711    |

| Тогучин    | ↘20 766 |
| Черепаново | ↗19 900 |
| Линёво     | ↘17 779 |
| Кольцово   | ↗20 862 |
| Коченёво   | ↘17 053 |
| Болотное   | ↗15 644 |
| Сузун      | ↗15 482 |
| Купино     | ↗15 065 |
| Маслянино  | ↗13 147 |

| Колывань      | ↗12 585 |
| Чулым         | ↗11 034 |
| Криводановка  | ↗11 874 |
| Ордынское     | ↘9455   |
| Мошково       | ↗9691   |
| Краснозёрское | ↘8955   |
| Каргат        | ↘8316   |
| Горный        | ↗8967   |

## Экономика
Экономика Новосибирской области нетипична для России. С середины 2000-х сектор услуг составляет более 60 % валового регионального продукта, при относительно небольшой доле промышленности 20-24 %, сельское хозяйство 6-9 %.
Прогнозируемый общий объём доходов областного бюджета на 2018 год — 131 млрд 967,8 млн рублей. Общий объём расходов областного бюджета — 134 млрд 173,8 млн рублей. Дефицит областного бюджета — 2,2 млрд рублей.
Ожидается, что в 2019-м и 2020 году бюджет будет бездефицитным — прогнозируемые доходы и расходы составят 129,5 млрд рублей и 138,6 млрд рублей соответственно.
Итоги 2019 года.

### Полезные ископаемые и природные ресурсы
На территории области находится более 520 месторождений различных полезных ископаемых. На территории области разведаны запасы таких полезных ископаемых как каменный уголь, тугоплавкие глины, торф, глина. На северо-западе области открыты месторождения нефти и природного газа.
Разведанные запасы Горловского угольного бассейна, где добываются высококачественные антрациты — 905 млн тонн, прогнозные около 5,6 млрд тонн. Запасы коксового угля на Завьяловском месторождении Кузбасса — более 50 млн тонн. На территории Северного района области открыто семь нефтяных месторождений (Верх-Тарское, Малоичское, Восточно-Тарское, Тай-Дасское, Ракитинское, Восточное и Восточно-Межовское) и одно газоконденсатное — Веселовское. Нефть близка по качеству к марке Brent. Средние глубины залегания продуктивных пластов — около 2500 м. Наиболее крупным является Верх-Тарское месторождение. С учётом предварительно оценённых запасов, в нём содержится около 60 % всех запасов нефти области. Остальные месторождения — небольшие. Верх-Тарское и Малоичское — добыча около 2 млн тонн в год, остальные — законсервированы. Разведанные запасы нефти составляют ≈ 43 млн тонн, прогнозируемые — 113 млн тонн, однако нефтегазовые месторождения постепенно выводятся из эксплуатации.
Запасы торфа оцениваются в 7,2 млрд тонн, однако в связи с высокими затратами на его добычу и переработку, разработка торфяных месторождений практически не ведётся.
В Новосибирской области насчитывается 100 сапропелевых озёр (около 90 млн тонн сапропелей). Тем не менее используется лишь одно месторождение — озеро Белое, расположенное в 50 км севернее Новосибирска.
На территории области обнаружено крупное месторождение руд цветных металлов — диоксида титана (≈ 1,7 млн тонн) и диоксида циркония (≈ 7,2 млн тонн).
Промышленные запасы золота в Новосибирской области невелики и оцениваются в 17 тонн. Разведано одно рудное и 24 россыпных месторождения.
Открыто четыре месторождения мрамора с запасами более 8,5 млн м³, причём мрамор двух из них относится к высокодекоративному, пользующемуся повышенным спросом.
Есть пять карьеров по добыче строительного камня.
Имеются значительные ресурсы подземных пресных, термальных и минеральных вод. Из 9,5 тыс. скважин ежедневно извлекается более полумиллиона кубометров воды.
Суммарная площадь лесного фонда Новосибирской области составляет около 4 490 000 га, в том числе площадь территории, занятой хвойными породами — 977 300 га (21,76 %). Общий запас древесины основных лесообразующих пород оценивается в 278 800 000 м³.

### Промышленность Новосибирской области
На долю промышленности приходится 20,9 % валового регионального продукта области; 19,8 % инвестиций в основной капитал экономики Новосибирской области.
По итогам 2019 года объём отгруженных товаров собственного производства, выполненных работ и услуг по основным видам экономической деятельности в промышленности, составил 679,8 млрд рублей, индекс промышленного производства в Новосибирской области по основным видам деятельности составил 103,6 % к уровню 2018 года.
За 2019 год объём отгруженной продукции в добыче полезных ископаемых составил 65,0 млрд рублей, индекс промышленного производства составил 106,3 % к уровню 2018 года; в обрабатывающем производстве объём отгруженной продукции составил 531,7 млрд рублей, индекс промышленного производства — 103,5 % к уровню 2018 года.
По виду экономической деятельности «обеспечение электрической энергией, газом и паром; кондиционирование воздуха» объём отгруженной продукции составил 67,8 млрд рублей, «водоснабжение; водоотведение, организация сбора и утилизации отходов, деятельность по ликвидации загрязнений» — 15,4 млрд рублей. Индекс промышленного производства — 102,5 % и 95,1 % соответственно.
Во времена СССР в промышленности доминировали машиностроение и пищевая отрасли. В 1990-е годы из-за падения спроса и финансового кризиса в стране эти отрасли находились в глубоком упадке. Индекс промпроизводства в регионе был отрицательным. В натуральном выражении в 1998 году область произвела треть от объёма продукции 1990-го. Большинство предприятий области значительно сократило производство, обанкротились базовые предприятия: «Сибтекстильмаш», «Вега», «Комета», «Химпласт». Введено и отменено внешнее управление на Металлургическом заводе им. Кузьмина. Обанкротился Оловокомбинат. Испытывают значительные трудности ОАО «ВИНАП» и Новосибирский мясоконсервный комбинат.
Сегодня состояние предприятий не столь плохо, как в 2000 году. Объём производства вырос с 36,5 в 2000 до 256,4 млрд рублей в 2008-м. Производство росло в среднем на 9,2 % ежегодно. Кризис 2008—2009 годов прошёл без больших потерь. С 2005 года структура промышленности почти не изменилась.
Структура промышленного производства НСО в 2009 году:
- Производство пищевых продуктов, напитков и табака — 26,3 %
- Производство и распределение электроэнергии, газа и воды — 21,3 %
- Производство электрооборудования, электронного и оптического оборудования — 8,3 %
- Металлургия — 7 %
- Добыча полезных ископаемых — 6,3 %
- Производство машин и оборудования — 3,1 %
- Производство транспортных средств и оборудования — 3,4 %
- Химическое производство — 3,3 %
- Прочее — 21 %

В настоящее время на подъёме находится пищевая промышленность; возрождается машиностроение, которое обеспечивает 20 % машиностроительной продукции Сибири. В машиностроительном комплексе доминируют электротехническое машиностроение (генераторы и турбины, крупные электросталеплавильные печи), авиа- и приборостроение, производство станков и сельхозтехники.
Крупнейшие предприятия машиностроения:
- Сибэлектротерм (НЗЭТО) — в виде АО «СКБ Сибэлектротерм»
- Тяжстанкогидропресс — банкрот
- Электросигнал — банкрот?
- Станкосиб
- Сибсельмаш
- НПО Элсиб
- Новосибирский инструментальный завод

На территории области расположено около 50 предприятий и организаций военно-промышленного комплекса. Подавляющее большинство из них находится в Новосибирске, который входит в десятку крупнейших центров ВПК России. Крупнейшее оборонное предприятие (св. 8,5 тыс. работающих) — ОАО «Новосибирское авиационное производственное объединение им. В. П. Чкалова», которое производит истребители-бомбардировщики Су-34, а также выполняет ремонт и модернизацию самолётов Су-24.
Другие крупные предприятия ВПК:
- ГУП ПО «Новосибирский приборостроительный завод»
- ФГУП «Сибирский НИИ авиации им. С. А. Чаплыгина»
- АО «Катод»
- ФГУП «Новосибирское ПО „Луч“»

В отрасли цветной металлургии выделяются единственный в стране комбинат по выплавке олова (ОАО «Новосибирский оловянный комбинат»), аффинажный завод (выплавка золота), заводы по производству редких металлов и по производству ядерного топлива — Новосибирский завод химических концентратов.
Чёрная металлургия имеет вспомогательный характер и представлена небольшим сталепрокатным заводом (Новосибирский металлургический завод).
Ведущая отрасль промышленности строительных материалов — производство сборного железобетона.
В структуре потребления топливных ресурсов преобладает уголь (60 %), затем идут газ и продукты нефтепереработки. Новосибирская область располагает развитой системой энерго- и теплоснабжения, представленной в основном крупными ТЭЦ, работающими на угле. Установленная мощность электростанций Новосибирской области составляет 2582 МВт, в том числе Новосибирской ГЭС — 455 МВт. Собственные потребности в электроэнергии удовлетворяются практически полностью. По данным объединённого диспетчерского управления энергосистемами Сибири за 2010 год производство и потребление электроэнергии на территории НСО составили соответственно 15395,3 млн кВт•ч и 14949,2 млн кВт•ч.
В декабре 2011 года в Новосибирской области начал работу крупнейший в мире завод по производству литий-ионных аккумуляторов.

### Энергетика
По состоянию на середину 2021 года, на территории Новосибирской области эксплуатировались восемь электростанций общей мощностью 3031,2 МВт, в том числе одна гидроэлектростанция и семь тепловых электростанций. В 2020 году они произвели 12 362 млн кВт·ч электроэнергии

### Сельское хозяйство
На 01.01.2020 численность сельского населения Новосибирской области 581.815 человек.
На Новосибирскую область приходится четверть всех сельскохозяйственных угодий Западной Сибири.
Барабинская степь, находящаяся в пределах Новосибирской и Омской областей — важнейший район молочного животноводства, маслоделия и земледелия всей Западной Сибири. До 1917 — район знаменит своим маслоделием. Однако, сейчас большие площади земель распаханы, урожайность редко превышает 20 ц/га; ведутся мелиоративные работы по осушению болот и улучшению луговых угодий.
Агрохимическое обследование пахотных земель шести природно-климатических зон Новосибирской области: лесостепи — северной, южной, Приобья, Присалаирья, Барабы, а также степи выявило в основном хорошее и удовлетворительное содержание гумуса, подвижного фосфора и обменного калия.
Агропромышленный комплекс является важнейшей составной частью экономики Новосибирской области, где производится жизненно важная для населения продукция, и сосредоточен огромный экономический потенциал. Инвестиционная политика в агропромышленном комплексе области направлена в первую очередь на модернизацию отрасли животноводства, что позволяет улучшать условия содержания скота и птицы в хозяйствах области.

#### Животноводство
Отрасль специализации животноводства — молочно-мясное направление разведения крупного рогатого скота. Районы Кулунды выделяются специализацией на тонкорунном овцеводстве.
На 1 апреля 2025 в хозяйствах всех категорий насчитывалось 366,2 тыс. (-8,5 % к апрелю 2024) голов крупного рогатого скота, из них коров 150,8 тыс. (-6,9 %) голов, 335,8 тыс. (-2,3 %) свиней, 151,9 тыс. (-7,6 %) овец и коз, 8578,8 тыс. (-0,7 %) птицы. 
В 2024 году в сельскохозяйственных предприятиях надой на одну фуражную корову составил 7065 кг (+307 кг). 
На 1 апреля 2021 в хозяйствах всех категорий насчитывалось 465,7 тыс. (-5,5 % к апрелю 2020) голов крупного рогатого скота, из них молочных коров 192,3 тыс. (-3,0 %) голов, 476,9 тыс. (+31,9 %) свиней, 238,1 тыс. (+9,4 %) овец и коз, 8991,5 тыс. (-10,7 %) птицы.
По итогам 2020 года надой на фуражную корову составил 5337 кг (+117 кг). По валовому производству молока достигнут прирост за 2020 год в 41 тысячу тонн: в сельхозпредприятиях произведено 683 тысячи тонн молока. Это абсолютный рекорд за многие десятилетия.

#### Растениеводство
В структуре посевных площадей области преобладают посевы зерновых культур — 65 % (1993 год, на пшеницу приходится 34 % всех посевов), технические культуры составляют около 1 %, картофель и овощные — 2 %, кормовые культуры — 40 % (в том числе кукуруза — 10 % всех посевов).
В 2021 году валовой сбор зерновых и зернобобовых составил 3480,7 тыс. тонн зерна в бункерном весе (3,1 млн тонн после доработки), при средней урожайности 23,3 ц/га, наивысшей за всю историю сельского хозяйства региона. При этом 2092,7 тыс. тонн приходится на пшеницу, 527,4 тыс. тонн — на ячмень, 289,6 тыс. тонн — на овёс, 216,8 тыс. тонн — на горох. Урожай позволил региону выйти на второе место, обойдя Красноярский край, по валовому сбору зерна в Сибирском федеральном округе.
В 2021 году аграрии внесли наибольшие объёмы минеральных удобрений — 131 тысячу тонн и обработали средствами защиты растений рекордные площади — 2,5 миллиона гектаров. Удалось значительно увеличить посевные площади, хотя не во всех районах получилось это сделать. В 2020 году по общей посевной площади приросли на 42 тыс. га, а в 2021 году — на 40 тыс. га. Общая площадь составила 2 млн 46 тыс. га. В 2020 году хозяйства области приобрели более 2,1 тысячи единиц техники и оборудования на 8 миллиардов рублей, что позволило в этом году засевать рекордными темпами — более чем по 100 тысяч гектаров ежедневно. 3,1 млн тонн это показатель 2009 года, но тогда практически не было технических культур, а в настоящее время к зерновым можно прибавить ещё 350 тысяч тонн технических культур. В четырёх районах урожайность превысила 30 ц/га, в Колыванском районе вышли на показатели южных и северокавказских регионов. Пшеница третьего класса составила 46,4 % от общего объёма, четвёртого — 38,6 %, фураж — 15 %. В 2020 году было больше пшеницы третьего класса — 52,7 %, но и больше фуража — 28,1 %, третьего класса было 19,2 %.
В 2020 году валовой сбор зерновых и зернобобовых составил 2 млн 651 тыс. тонн, при средней урожайности 18,7 ц/га. Из них пшеницы 1 млн 712 тыс. тонн. Всего обмолотили 1 млн 418 тыс. га, это 95,7 % к уборочной площади.
Уборка пшеницы прошла на 970,0 тыс. га, намолочено 1 787,4 тыс. т (+4,4 %) при средней урожайности 18,4 ц/га (+3,4 %). Ячмень убран с 182,0 тыс. га, получено 382,3 тыс. т этой культуры (-3,0 %), средняя урожайность составила 21,0 ц/га (-1,4 %). Также полностью выкопан картофель, площадь уборки составила 2,7 тыс. га, накопано 51,0 тыс. т при средней урожайности 187,0 ц/га. Овощей собрано 28,6 тыс. т с 0,7 тыс. га. Средняя урожайность составила 400,8 ц/га (+18,8 %).
Новосибирская область назвала сорта-лидеры под урожай 2021 года. Основной упор делается на использование для посевов районированных сортов. Яровая пшеница является одной из основных возделываемых культур в Новосибирской области, площадь сева в 2021 году составила 953,38 тыс. га, или 49,1 % от общей площади ярового сева. В 2021 году 86,4 % территории посеяны сорта отечественной селекции (153,22 тыс. тонн). На территории Новосибирской области из зернобобовых культур предпочитают горох, в 2021 году 68,3 % семян сорта иностранной селекции.
Сорт яровой твёрдой пшеницы «Омский коралл» от Омский АНЦ показал максимальную урожайность 62,0 ц/га в Новосибирской области. В Новосибирской области в 2015 урожайность гречихи сорта «Яшьлек» составила 46,4 ц/га, также высокая урожайность гречихи сорта «Даша» 26,3 ц/га средняя по области.
Заготовка сена составила под 1,5 млн тонн, площадь зернобобовых ~1,5 млн га 15тыс км².
Тепличное овощеводство
Тепличное овощеводство — одна из самых сильных сельскохозяйственных отраслей Новосибирской области. На стопроцентную самообеспеченность овощами защищённого грунта область вышла ещё в 2020 году. По итогам 2021 года, благодаря вводу в эксплуатацию ещё одного тепличного комбината, обеспеченность Новосибирской области тепличными огурцами возросла до 123,7 %, тепличными томатами до 147,4 %. За 2021 год комбинатами произведено 44,5 тыс. тонн продукции, в том числе 35,7 тыс. тонн огурцов и 7,2 тыс. тонн томатов. В числе самых крупных производителей овощей защищённого грунта в регионе — тепличные комбинаты «Новосибирский», «Толмачёвский», «Обской», «Сады Гиганта», а также ООО «Экосервис-Агро». Общая площадь теплиц на этих предприятиях: свыше 50 гектаров.
| тыс. гектар | 4123 | 3442,9 | 3049,2 | 2718,8 | 2536,6 | 2326,2 | 2339,9 |

### Развитие области
Создан план развития области до 2030 года, в 2020 г. доходы превысили план на 13 млрд р.
При реализации более 400 мероприятий в 2021 г., выполнено около 65 %.
Объём инвестиций превысил 50млрд р
Ожидается увеличение ВРП и прибыли по Макс в 2022 1,64трлн р, в 2023 1,896трлн р, прибыль в 2022 +262,5млрд р, в 2023 +293млрд р.
ВРП\человека по Макс в 2022 587,7тыс р\чел, в 2023 633тыс р\чел
Инвестиции в основной капитал по Макс в 2022 +322,7млрд р, в 2023 +370млрд р

### Транспорт

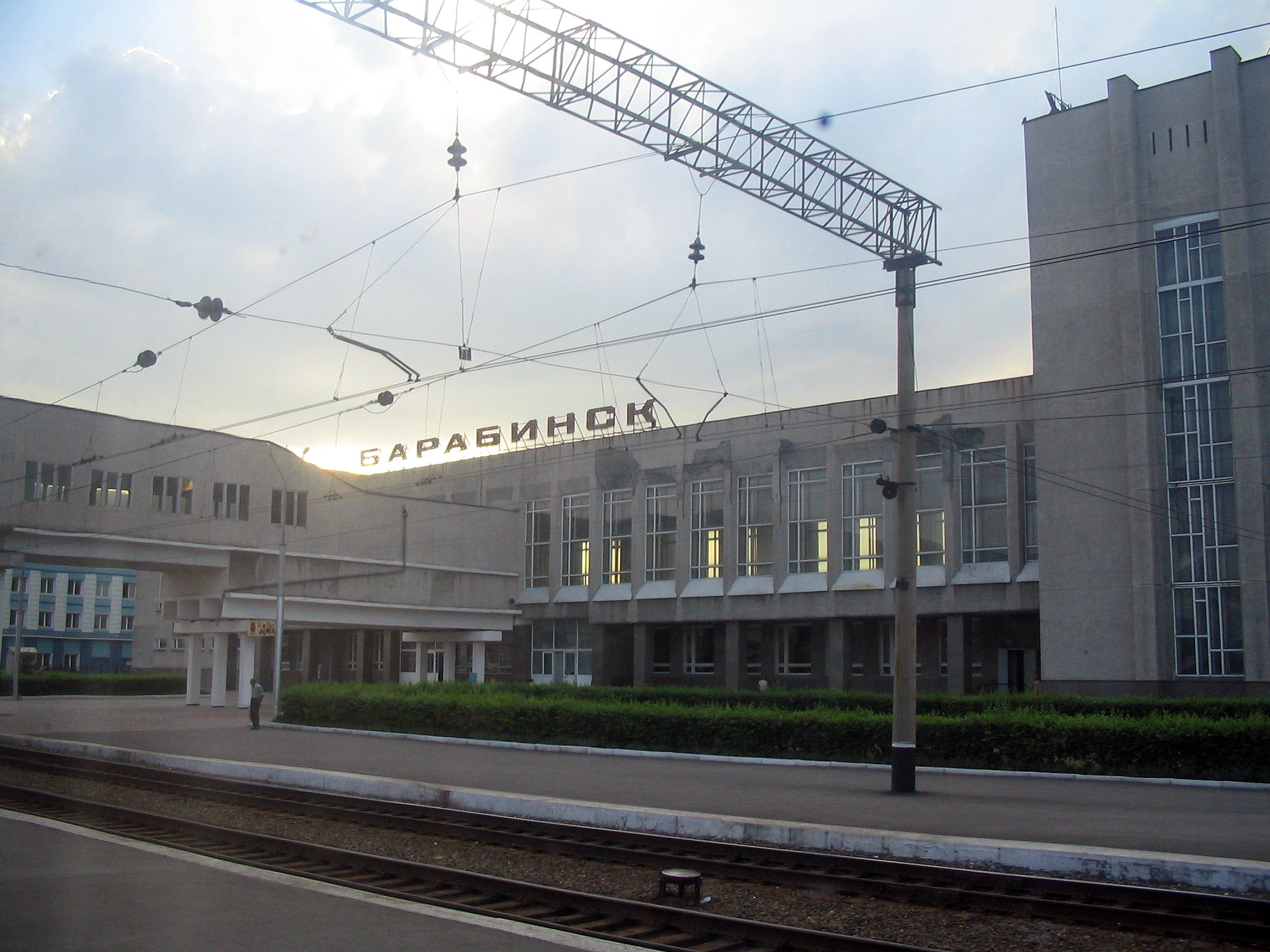
Ж/д вокзал Барабинска

На территории области находятся 11 аэропортов, аэропорт «Толмачёво» — международный, федерального значения. Пассажиропоток аэропорта Толмачёво по итогам 2019 года увеличился к уровню 2018 года более чем на 838 тыс. человек и составил 6 747 151 пассажиров (+14,2 %). Пассажиропоток на внутренних воздушных линиях вырос на 14,5 % до 4 903 212 человек, на международных воздушных линиях — до 1 843 939 человек (+13,3 %). Аэропортом Толмачёво по итогам 2019 года обслужено 33 191 самолёто-вылетов (+13 % к уровню 2018 года), обработано 34 142 тонны груза и почты (+7 % к уровню 2018 года), что является рекордным показателем грузопотока за всю историю аэропорта.
Эксплуатационная длина железнодорожных путей общего пользования (Западно-Сибирская железная дорога) — 1530 км. За 2019 год на территории региона грузооборот эксплуатационный составил 96 091,8 млн тн-км, нетто, что на 4,2 % выше уровня 2018 года. Наряду с этим железнодорожный транспорт имеет большое значение для обеспечения пригородных и межобластных пассажирских перевозок. По итогам 2019 года железнодорожным транспортом перевезено более 24,3 миллиона пассажиров, что на 3,0 % выше уровня 2018 года, пригородной компанией АО «Экспресс-пригород» перевезено более 22 млн пассажиров.
Общая протяжённость автомобильных дорог Новосибирской области составляет 29,8 тыс. километров. По территории области проходят федеральные трассы М51, М52, М53, а также автодороги Р380, Р384.

### Внешняя торговля
Объём внешней торговли Новосибирской области в 2020 году составил 5,38 миллиарда долларов, в том числе импорт — 2,48 млрд. USD, экспорт — 2,9 млрд. USD. Основными экспортируемыми товарами являются минеральное топливо (в основном — каменный уголь), оборудование и электрические машины. Ведущие получатели экспорта — Китай, Казахстан и Германия. В импорте Новосибирской области преобладают машины и оборудование, электроника, чёрные металлы и транспортные средства. Основные поставщики — Китай, Франция и Казахстан. Около 20 % импорта в Новосибирскую область в официальной таможенной статистике засекречено.

## Бюджет и внешний долг
|                                                             | 2014       | 2014                             | 2015       | 2015                             | 2016       | 2016                             | 2017       | 2017                             | 2018       | 2018                             |
|                                                             | млрд. руб. | % исполнения от запланированного | млрд. руб. | % исполнения от запланированного | млрд. руб. | % исполнения от запланированного | млрд. руб. | % исполнения от запланированного | млрд. руб. | % исполнения от запланированного |
| Доходы бюджета (всего)                                      | 98,56      | 97,52 %                          | 102,99     | 97,63 %                          | 117,18     | 102,23 %                         | 124,68     | 100,28 %                         | 147,46     | 102,76 %                         |
| Налоговые и неналоговые доходы                              | 77,19      | 96,35 %                          | 84,37      | 96,97 %                          | 100,65     | 103,41 %                         | 106,64     | 99,89 %                          | 122,57     | 102,39 %                         |
| Безвозмездные поступления                                   | 21,38      | 101,99 %                         | 18,62      | 100,78 %                         | 16,53      | 95,58 %                          | 18,04      | 102,69 %                         | 24,90      | 104,59 %                         |
| Расходы                                                     | 110,50     | 95,56 %                          | 113,72     | 97,18 %                          | 118,39     | 97,84 %                          | 121,28     | 95,87 %                          | 140,05     | 97,24 %                          |
| Дефицит                                                     | - 11,94    |                                  | - 10,73    |                                  | - 1,21     |                                  | 3,39       |                                  | 7,41       |                                  |
| Уровень дефицита (без учёта корректировок допустимых БК РФ) | 15,46 %    | 12,72 %                          | 1,20 %     |                                  |            |                                  |            |                                  |            |                                  |
| Объём государственного долга                                | 35,83      | 46,73                            | 47,86      | 47,14                            | 44,22      |                                  |            |                                  |            |                                  |
| Уровень долга                                               | 46,42 %    | 55,39 %                          | 47,55 %    | 44,20 %                          | 36,08 %    |                                  |            |                                  |            |                                  |

Исходные данные взяты с сайта министерства финансов РФ и сайта российского казначейства.

## Наука и образование

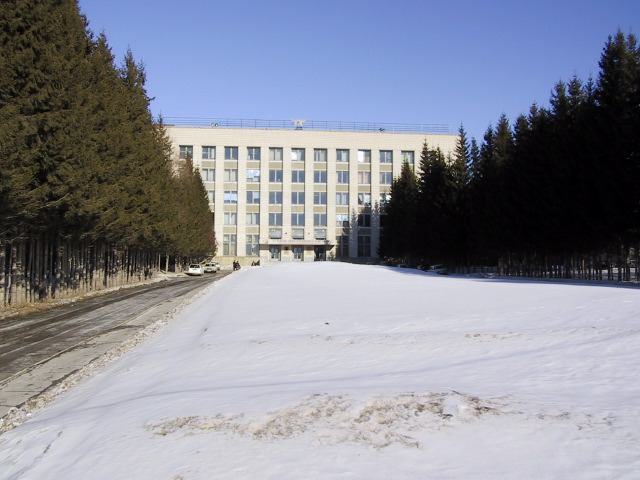
Институт ядерной физики СО РАН в Академгородке

На территории Новосибирской области осуществляют образовательную деятельность 22 образовательные организации высшего образования и филиала, в которых ведётся подготовка более 96,0 тыс. человек более чем по 500 направлениям и специальностям. Всего в 2019 году на первый курс очной формы обучения в вузы региона принято 20,6 тыс. студентов. Численность профессорско-преподавательского состава в вузах составляет более 5,7 тыс. человек, из них более 2,8 тыс. кандидатов наук и 770 докторов наук. В Новосибирском Академгородке расположены десятки научно-исследовательских институтов, Новосибирский государственный университет, Физико-математическая школа НГУ, Институт исследований патологии кровообращения. Недалеко от Новосибирска, в наукограде Кольцово находится Государственный научный центр вирусологии и биотехнологии «Вектор». В посёлке Краснообск расположено Сибирское отделение Российской академии сельскохозяйственных наук. Новосибирская область обладает мощным комплексом научных организаций, что является одним из её конкурентных преимуществ. Так, из 117 организаций и 63 центров коллективного пользования, находящихся в ведении ФАНО и располагающихся на территории Сибирского федерального округа, 58 организаций и 39 ЦКП сосредоточены в Новосибирской области.
В Новосибирске действует большое число библиотек, крупнейшими из которых являются Государственная публичная научно-техническая библиотека СО РАН (ГПНТБ СО РАН) и Новосибирская государственная областная научная библиотека (НГОНБ).
Новосибирская область с 1 апреля 2010 года участвует в проведении эксперимента по преподаванию курса «Основы религиозных культур и светской этики» (включает «Основы православной культуры», «Основы исламской культуры», «Основы буддийской культуры», «Основы иудейской культуры», «Основы мировых религиозных культур», и «Основы светской этики»).

## Культура

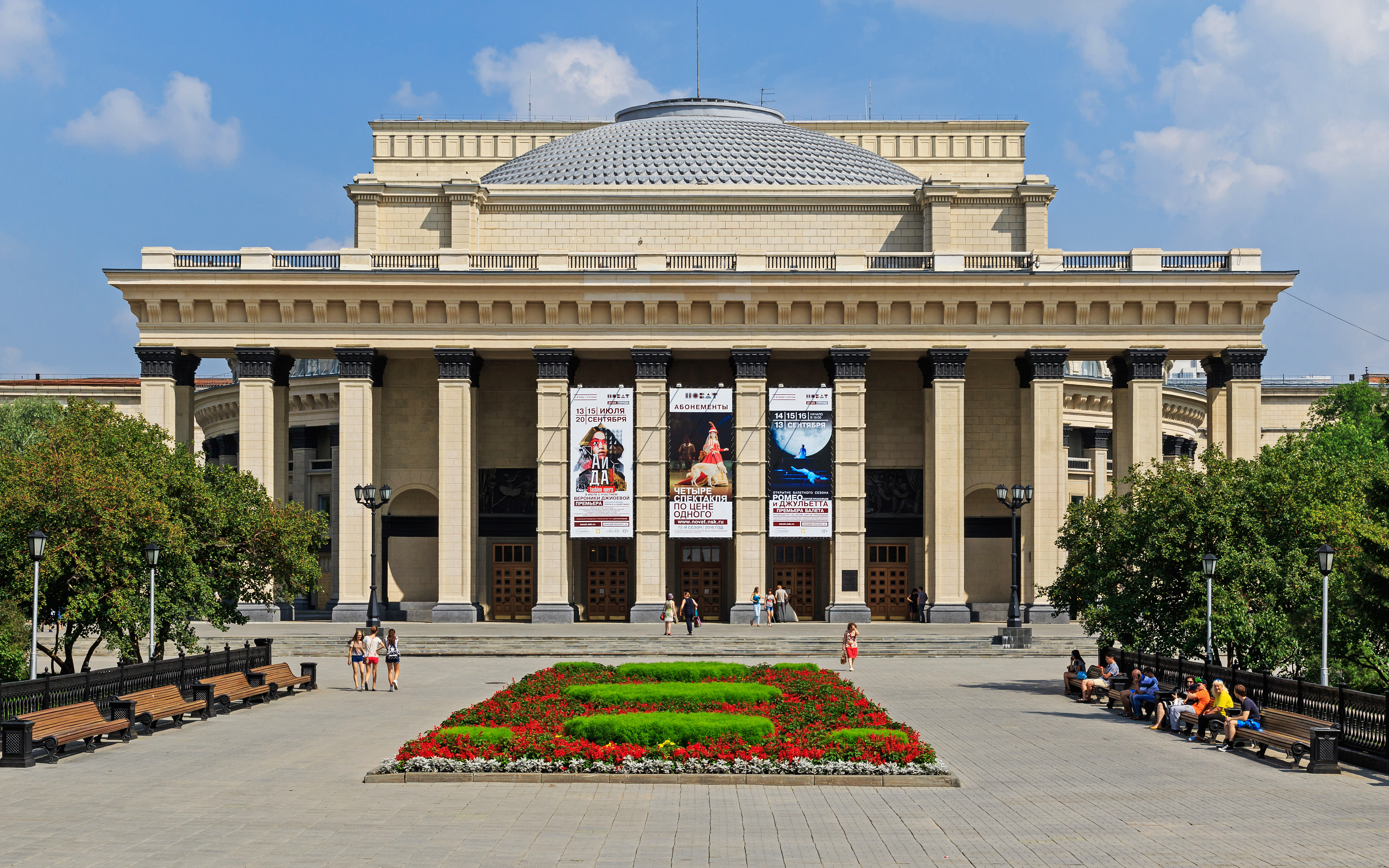
Новосибирский театр оперы и балета

Одной из культурных достопримечательностей Новосибирска являются театры, среди которых наиболее известным считается Театр оперы и балета, ставший своего рода символом Новосибирска.
Делегации из Новосибирска неоднократно побеждали на Молодёжных Дельфийских играх России, занимая в общекомандных зачётах первые места.
Перечень театров:
- Новосибирский государственный академический театр оперы и балета
- Новосибирский драматический театр «Старый дом»
- Новосибирский академический молодёжный театр «Глобус»
- Новосибирский государственный академический драматический театр «Красный факел»
- Новосибирский городской драматический театр под руководством Сергея Афанасьева
- Новосибирский театр музыкальной комедии
- Новосибирский областной театр кукол
- Новосибирская государственная филармония

## Музеи
- Баганский районный краеведческий музей
- Барабинский краеведческий музей
- Бердский историко-художественный музей
- Болотнинский районный музей
- Венгеровский краеведческий музей
- Доволенский историко-краеведческий музей
- Здвинский районный музей боевой и трудовой славы
- Искитимский городской историко-художественный музей
- Карасукский краеведческий музей
- Каргатский историко-краеведческий музей
- Колыванский краеведческий музей
- Коченёвский краеведческий музей
- Краснозёрский художественно-краеведческий музей
- Куйбышевский краеведческий музей
- Купинский районный музейно-мемориальный комплекс
- Музей глиняной игрушки (Купино)
- Кыштовский краеведческий музей
- Маслянинский историко-краеведческий музей
- Мошковский краеведческий музей
- Новосибирский музей железнодорожной техники
- Музей «Сибирская берёста»
- Музей Н. К. Рериха в Новосибирске
- Музей Солнца
- Новосибирский государственный краеведческий музей
- Новосибирский государственный художественный музей
- Музей города Новосибирска
- Ордынский историко-художественный музей
- Бергульский дом-музей имени П.П.Бажова
- Сузунский краеведческий музей
- Историко-краеведческий музей имени Н. Я. Савченко
- Тогучинский краеведческий музей
- Краеведческий музей Убинского района
- Усть-Таркский историко-краеведческий музей
- Чановский краеведческий музей
- Чистоозёрный краеведческий музей
- Краеведческий музей Чулымского района

## Санаторно-курортное лечение
Во многих районах Новосибирской области обнаружены месторождения термальных и высокотермальных иодо-бромных вод. Радоновые воды имеются близ посёлка Колывань и в окрестностях г. Новосибирска. Перспективным для осуществления санаторно-курортного лечения является использование сульфидных иловых грязей озера Краснозёрное в Краснозёрском районе, озера Данилово в Кыштовском районе, озера Карачи в Чановском районе. Грязевые месторождения озёр Островного и Горького занесены в кадастр лечебных грязей России. В различных районах области в ходе геолого-разведывательных работ обнаружены 16 месторождений сапропелевых лечебных грязей, наибольшие запасы которых сосредоточены в Колыванском районе, Болотнинском районе.
В регионе осуществляют санаторно-курортную деятельность санатории «Доволенский» в Доволенском районе, «Краснозёрский» в Краснозёрском районе, «Бараба» и «Карачи» в Чановском районе, «Омь» в г. Куйбышеве, «Бердский», «Рассвет», «Парус», «Сибиряк», «Сосновка» в г. Бердске и его окрестностях. Также в области имеется значительное число баз отдыха и пансионатов.